# Возианов, Сергей Александрович
Сергей Александрович Возианов (род. 18 октября 1960 г.) — советский учёный, член-корреспондент Академии медицинских наук Украины (2007), доктор медицинских наук (1994 г.), профессор (2000 г.), лауреат Государственной премии Украины в области науки и техники (2010 г.), лауреат премии АМН Украины (2004 г.), хирург высшей категории, заведующий отделом рентген-ендоурологіїї и литотрипсии Института урологии АМН Украины (с 1998 г.), профессор кафедры урологии Национальной медицинской академии последипломного образования им. П. Л. Шупика (с 2004 г.).

## Семья
Отец — Возианов, Александр Фёдорович, академик Национальной академии наук Украины, президент Академии медицинских наук Украины.
Мать — Возианова, Жанна Ивановна, академик Национальной Академии наук Украины (инфекционные болезни).

## Научная деятельность
Сергей Александрович Возианов известен как организатор и руководитель нового направления в урологии — развития онкоурологии, а именно — диагностики и лечения рака предстательной железы на Украине. Лично им впервые на Украине научно обоснованно и внедрены в клиническую практику Института урологии, урологических клиник г. Киева и ряда областей Украины метод фотодинамической диагностики рака мочевого пузыря, который позволяет проводить регулярный контроль результатов лечения данной патологии. Разработал и внедрил в клиническую практику новые формы и методы лечения и диагностики заболеваний почек, мочекаменной болезни; чрескожную пункцию кисты почки в диагностических целях и аспирацию ее содержимого, как лечебное мероприятие; перкутанную нефростомию, что позволяет избежать травматичного хирургического вмешательства и значительно уменьшает количество нефрэктомий.
Имеет 11 патентов на изобретения, которые внедрены в медицинскую практику на Украине.
Автор 163 научных работ, в том числе 18 книг (монографий, учебников, пособий и справочников).
Подготовил 14 докторов и кандидатов наук.
Член Ученого совета Института урологии АМН Украины, а также специализированных ученых советов по присвоению научных степеней доктора и кандидата наук Института урологии и Института онкологии АМН Украины, член Ассоциации урологов Украины и м. Киева, член Европейской Ассоциации Урологов и Международного урологического общества, член редколлегий ряда ведущих научных журналов.

## Основные научные труды
- «Клінічна сексологія та андрологія» (1996 р.);
- «Урологія» (2002 р.);
- «Справочник по онкологии» (2000 р.);
- «Передміхурова залоза та її доброякісна гіперплазія» (2004 р.);
- «Рак передміхурової залози» (2004 р.);
- «Трансуретральна резекція передміхурової залози в лікуванні її доброякісної гіперплазії»(2005 р.);
- «Урологічна симптоматика» (2005 р.);
- «Клініко-фізіологічні основи реабілітації пацієнтів після аллотрансплантації нирки»(2006 р.);
- «Трансуретральна резекція в лікуванні пухлин сечового міхура»(2006 р.);
- «Перкутанна нефролітотрипсія в лікуванні коралоподібного нефролітіазу» (2006 р.).